# Sarah Nemitz
Sarah Nemitz (geboren im Juli 1964 in Düsseldorf) ist eine deutsche Theater- und Drehbuchautorin und Schauspielerin. Sie lebt in Berlin.

## Leben
Sarah Nemitz wuchs in Köln als Tochter des Malers Otto Nemitz und seiner Frau Josefine (geborene Terbuyken) auf. Dort studierte sie Tanz am Institut für Bühnentanz, anschließend Germanistik, Philosophie und Kunstgeschichte, ehe sie sich ihrer Schauspielkarriere widmete.
Als Schauspielerin war sie von 1989 bis 1993 am Rheinischen Landestheater Neuss tätig; in dieser Zeit erhielt sie den Preis als beste Nachwuchsdarstellerin des Theatertreffens NRW. Dort lernte sie Lutz Hübner kennen, ihren späteren Mann, der ebenfalls Teil des Schauspielensembles war. Es folgten Engagements unter anderem am Theater der Landeshauptstadt Magdeburg und dem Theater Bielefeld sowie Engagements bei Film- u. Fernsehproduktionen, etwa Rosenstraße und Jahrestage von Margarethe von Trotta.
Seit 1994 ist Nemitz mit Lutz Hübner verheiratet. Sie haben eine gemeinsame Tochter, die 1997 geboren wurde.

## Dramatisches Werk
Seit 2001 besteht eine kontinuierliche künstlerische Zusammenarbeit mit ihrem Mann Lutz Hübner. Die beiden treten als Autorenduo für Dramen und Drehbücher auf. Zwei ihrer gemeinsam verfassten Dramen wurden von Nemitz und Hübner auch in Drehbücher umgearbeitet, so Frau Müller muss weg!, als Drama 2010 im Staatsschauspiel Dresden uraufgeführt. In der Verfilmung durch Sönke Wortmann erhielten sie für diese Umarbeitung im Jahr 2015 den Bayerischen Filmpreis in der Kategorie Bestes Drehbuch.
Die Uraufführung von Die Firma dankt fand im Januar 2011 ebenfalls im Kleinen Haus des Staatsschauspiels Dresden statt. Das Stück, das den Werteverlust in der modernen Unternehmenskultur illustriert, wurde von Paul Harather verfilmt und 2018 in der ARD ausgestrahlt, ebenfalls unter Mitarbeit von Nemitz und Hübner am Drehbuch.
Unter Bezug auf das im Jahr 2018 am Schauspiel Frankfurt uraufgeführte Furor, ein Stück über den „erstarkenden Rechtsextremismus“ unserer Zeit, schreibt Andreas Falentin im Magazin Die Deutsche Bühne: „Es ist eine große Stärke des Dramatikerpaares Lutz Hübner und Sarah Nemitz, unserer Zeit sozusagen genau aufs Maul zu schauen. Diesen besonderen Blick gestalten sie stets souverän und vor allem mit klarer Haltung und bringen uns so dazu, über uns nachzudenken.“ Furor arbeitete das Autorenduo im Jahr 2019 in eine Hörspielfassung um, die im November 2019 im Deutschlandfunk Kultur ausgestrahlt wurde.
Hübner und Nemitz zählen zu den produktivsten und meistgespielten zeitgenössischen Dramatikern Deutschlands. Viele Stücke entwickeln sie in enger Zusammenarbeit mit den uraufführenden Häusern, mit denen sie z. T. schon langjährig zusammenarbeiten, etwa die Schauspielhäuser in Düsseldorf und Frankfurt.

## Preise und Auszeichnungen
- 2015: Bayerischer Filmpreis in der Kategorie Bestes Drehbuch für Frau Müller muss weg!, zusammen mit Lutz Hübner und Oliver Ziegenbalg[12]

## Drama
(In der Reihenfolge der Uraufführung), in Zusammenarbeit mit Lutz Hübner
- Hotel Paraiso (8. Oktober 2004)
- Die letzte Show (12. Januar 2006)
- Für alle das Beste (29. September 2006)
- Blütenträume (16. September 2007, österreichische Erstaufführung 2011 in den Wiener Kammerspielen)
- Der Zauberer von Camelot (Kinderrevue nach Motiven von Mark Twain, 28. Oktober 2007)
- Aussetzer (9. November 2007, Auftragswerk des Staatstheaters Hannover)
- Geisterfahrer (21. September 2008)
- Dream Team (9. Januar 2009, Schauspiel Essen)
- Nachtgeschichte (26. September 2009)
- Frau Müller muss weg (22. Januar 2010)
- Die Firma dankt (27. Januar 2011, wurde 2017 verfilmt, vgl. Die Firma dankt)
- Held Baltus (15. September 2011)
- Was tun (6. Oktober 2012)
- Richtfest (8. Dezember 2012)
- Bochum. Ein Singspiel (6. Oktober 2013, Auftragswerk des Schauspielhauses Bochum)
- Ein Exempel (14. Juni 2014, Staatsschauspiel Dresden)[13]
- Phantom (Ein Spiel) (17. September 2015, Nationaltheater Mannheim)[14]
- Don Quixote (Kleine Fassung) (3. Oktober 2015, Gripstheater Berlin)
- Ghetto Deluxe – Projekt Stadt X (13. März 2016, Auftragswerk des Theaters Hagen)
- Wunschkinder (29. Mai 2016, Schauspielhaus Bochum)
- Wahnfried (28. Januar 2017, Opernlibretto im Auftrag des Badischen Staatstheaters Karlsruhe)[15]
- Willkommen أهلا وسهلا (4. Februar 2017)
- Abend über Potsdam (7. April 2017, Auftragswerk für das Hans-Otto-Theater Potsdam)[16]
- Paradies (23. September 2017)
- Furor (2. November 2018, Schauspiel Frankfurt)
- Abiball (19. November 2018, Schauspielhaus Düsseldorf)
- Frauensache (30. November 2019, Auftragswerk des Staatstheaters Karlsruhe)
- Die fünf Leben der Irmgard Keun (14. Januar 2023, Schauspiel Düsseldorf)

## Drehbuch
- 2015: Frau Müller muss weg! Mit Lutz Hübner und Oliver Ziegenbalg (Constantin Film)
- 2017: Die Firma dankt. Mit Lutz Hübner und Paul Harather (SWR)

## Hörspiel
- 2019: Furor. Kriminalhörspiel, 53 min., Erstausstrahlung durch Deutschlandfunk Kultur am 18. November 2019

## Buch
- Lutz Hübner: Frau Müller muss weg und andere Stücke. Verlag Theater der Zeit, Berlin 2011, ISBN 978-3-942449-23-6.
- Lutz Hübner und Sarah Nemitz: Theaterstücke. Willkommen / Wunschkinder / Abend über Potsdam / Phantom (Ein Spiel). Verlag Theater der Zeit, Berlin 2017, ISBN 978-3-95749-100-8.